# Kristinestad
Kristinestad (Finlandssvensk: [krisˈtiːneˌstɑːd],  finsk: Kristiinankaupunki  [ˈKristiːnɑŋˌkɑu̯puŋki]; latin: Christinea) er en by og en kommune i Finland. Den ligger i den vestlige del af Finland på bredden af det Bottenhavet. Befolkningen i Kristinestad er 6.401 (31. december 2020) og kommunen har et område på 682,53 km² (ekskl. havområder) hvoraf 1466 km² er søer og lignende (1. januar 2018). Befolkningstætheden er 9,38 indb./km². Befolkningen er tosproget med et flertal, der taler svensk (57%) og mindretallet finsk (42%). Byen blev stadsrettigheder i 1649 af Per Brahe den yngre på øen Koppö og er opkaldt efter dronning Christina af Sverige . Kristinestad er kendt for sin gamle bydel med lave træhuse og smalle gyder. I april 2011 blev Kristinestad Finlands første Cittaslow-samfund.

## Galleri
- Ulrica Eleonora kirke i det centrale Kristinestad.
- Tusmørket over bybugten.
- Kattpiskargränden, en berømt gyde i Kristinestad. Tredje smalleste gade i Finland.